# Le Porge
 Le Porge egy francia település Gironde megyében az Aquitania régióban. Lakosainak száma 3418 fő (2022. január 1.).

## Adminisztráció
Polgármesterek:
- 2008–2020 Jésus Manuel Veiga

## Demográfia
| Lakosok száma | 1149 | 1100 | 1230 | 2199 | 2667 | 2875 | 3185 | 3294 | 3324 | 3418 |
|               | 1968 | 1982 | 1990 | 2006 | 2013 | 2015 | 2017 | 2019 | 2020 | 2022 |

## Látnivalók
- Saint-Seurin templom